# P/2021 U3 (Attard-Maury)
P/2021 U3 (Attard-Maury) est une comète de la famille de Jupiter découverte le 24 octobre 2021 par Georges Attard et Alain Maury,. La comète avait une magnitude de 19 lors de sa découverte. C'est la deuxième comète découverte avec la technique de suivi synthétique (en anglais : synthetic tracking), en utilisant le logiciel Tycho, dans le cadre du programme d'observation MAP (Maury/Attard/Parrott). 

## Découverte
La comète est découverte le 24 octobre 2021 par Georges Attard, astronome amateur mouginois et Alain Maury, ancien astronome du CERGA et de l'observatoire Palomar aujourd'hui directeur du centre de ressources astronomique Space à San Pedro de Atacama au Chili. Tous deux sont membres du Groupement astronomique populaire de la région d'Antibes (Gapra).

## Méthode de détection et programme d'observation
Pour détecter des géocroiseurs, Alain Maury, Georges Attard et Daniel Parrott ont conçu le projet MAP. Ce projet est basé sur une méthode, des télescopes d'observation, un logiciel de traitement et bien sûr des observateurs assidus.

## Caractéristiques
Les caractéristiques sont détaillées dans la base de données du Centre des planètes mineures (MPC) (Minor Planet Center) de l'Union astronomique internationale et dans la base de données des petits corps (Small-Body Database) du groupe SSD (Solar System Dynamics) du JPL (Caltech/NASA).
La période de révolution est de 8 ans et demi. Sa trajectoire peut être observée dans la base de données des petits corps.
L'aphélie est de 6,56 ua,, près de l'orbite de Jupiter.